# 路易斯·金
路易斯·达容·金（1999年4月6日—）為美國男子籃球運動員，現效力於中国男子篮球职业联赛福建浔兴。

## 職業生涯
2024年12月21日，中国男子篮球职业联赛福建浔兴與金完成簽約，取消註冊克里斯·奥贝克帕。

## 外部連結
- 路易斯·金在fiba.basketball（英语）
- 路易斯·金在archive.fiba.com（存檔）（英语）
- 路易斯·金在NBA（英语）
- 路易斯·金在中国男子篮球职业联赛
- 路易斯·金在Basketball-Reference.com（NBA）（英语）
- 路易斯·金在Basketball-Reference.com（NBA G聯盟）（英语）
- 路易斯·金在Basketball-Reference.com（國際）（英语）
- 路易斯·金在Sports-Reference.com（NCAA）（英语）
- 路易斯·金在ESPN（NBA）（英语）
- 路易斯·金在Eurobasket.com（球員）（英语）
- 路易斯·金在Proballers（英语）
- 路易斯·金在RealGM（英语）
- 路易斯·金在中国篮球数据库
- 路易斯·金在Flashscore（英语）